# Раффарен, Жан-Пьер
Жан-Пьер Раффарен (фр. Jean-Pierre Raffarin; род. 3 августа 1948) — французский политический и государственный деятель консервативного толка, 165-й премьер-министр Французской республики с 2002 по 2005 год при президенте Жаке Шираке.
Окончил бизнес-школу ESCP Europe. В 1986 году избран депутатом, а в 1988 году — президентом регионального совета Пуату—Шаранта, в 1995 году — сенатором. С 1989 по 1995 — депутат Европарламента. С 1995 по 1997 год — министр по малому и среднему бизнесу, торговле и ремеслам. С 1997 по 2002 год — сенатор (переизбран в 2004, 2005 и 2008 годах). С 2002 по 2004 год — вице-президент регионального совета Пуату—Шаранта. С 2002 по 2005 год — премьер-министр.
Назначен после победы Ширака на президентских выборах 2002 года. Представлял партию Союз за президентское большинство Франции. 31 марта 2004 года сформировал новое правительство.
После провала проекта Европейской конституции на референдуме Раффарен ушёл в отставку 31 мая 2005 года. Согласно опросам общественного мнения, Раффарен — один из самых непопулярных французских политиков со времён основания Пятой республики (1958). Его критиковали за безосновательный оптимизм и шапкозакидательские афоризмы (т. н. раффаринады).

## Правительства Раффарена

### Первый Кабинет Раффарена: 7 мая — 17 июня 2002
- Жан-Пьер Раффаррен — Премьер-министр Франции;
- Доминик де Вильпен — министр иностранных дел, коопераций и франкофонии;
- Рено Доннедье де Вабр — министр-делегат европейских дел;
- Мишель Аллио-Мари — министр обороны и по делам ветеранов;
- Николя Саркози — министр внутренних дел, внутренней безопасности и местных привилегий;
- Франсис Мер — министр экономики, финансов и промышленности;
- Франсуа Фийон — министр труда, социальных дел и солидарности;
- Доминик Пербен — министр юстиции;
- Люк Ферри — министр национального образования, по делам молодёжи, высшего образования и исследований;
- Жан-Жак Айагон — министр культуры и связи;
- Эрве Геймар — министр сельского хозяйства, продовольствия и сельских дел;
- Розлин Башло — министр экологии и жизнеспособного развития;
- Токья Сайфи — министр-делегат жизнеспособного развития;
- Жан-Франсуа Ламур — министр по делам спорта;
- Брижитт Жирарден — министр заморских территорий;
- Жиль де Робьен — министр транспорта, жилищного строительства, туризма, моря и снаряжения;
- Жан-Франсуа Маттей — министр здравоохранения, по делам семьи и инвалидов;
- Жан-Поль Дельвуа — министр Государственной службы, государственных реформ и регионального планирования.

### Второй Кабинет Раффаррена: 17 июня 2002 — 31 марта 2004
- Жан-Пьер Раффаррен — Премьер-министр Франции;
- Доминик де Вильпен — министр иностранных дел;
- Ноэль Ленуар — министр-делегат европейских дел;
- Мишель Аллио-Мари — министр обороны;
- Николя Саркози — министр внутренних дел, внутренней безопасности и местных привилегий;
- Франсис Мер — министр экономики, финансов и промышленности;
- Франсуа Фийон — министр труда, социальных дел и солидарности;
- Доминик Пербен — министр юстиции;
- Люк Ферри — министр национального образования, по делам молодёжи, высшего образования и исследований;
- Жан-Жак Айагон — министр культуры и связи;
- Эрве Геймар — министр сельского хозяйства, продовольствия и сельских дел;
- Розлин Башло — министр экологии и жизнеспособного развития;
- Токья Сайфи — министр-делегат жизнеспособного развития;
- Жан-Франсуа Ламур — министр по делам спорта;
- Брижитт Жирарден — министр заморских территорий;
- Жиль де Робьен — министр транспорта, жилищного строительства, туризма, мореходства и снаряжения;
- Жан-Франсуа Маттей — министр здравоохранения, по делам семьи и инвалидов;
- Жан-Поль Дельвуа — министр Государственной службы, государственных реформ и регионального планирования.

### Третий Кабинет Раффаррена: 31 марта 2004 — 29 ноября 2004
- Жан-Пьер Раффаррен — Премьер-министр Франции;
- Мишель Барнье — министр иностранных дел;
- Мишель Аллио-Мари — министр обороны;
- Доминик де Вильпен — министр внутренних дел, внутренней безопасности и местных привилегий;
- Николя Саркози — министр экономики, финансов и промышленности;
- Жан-Луи Борлоо — министр труда, занятости и социального единства;
- Доминик Пербен — министр юстиции;
- Франсуа Фийон — министр национального образования, высшего образования и исследований;
- Франсуа d'Aubert — министр-делегат исследования;
- Рено Доннедьё де Вабр — министр культуры и связи;
- Эрве Геймар — министр сельского хозяйства, продовольствия, рыболовства и сельских дел;
- Серж Лепельтье — министр экологии и жизнеспособного развития;
- Жан-Франсуа Ламур — министр по делам молодёжи, спорта и жизни сообществ;
- Брижитт Жирарден — министр заморских территорий;
- Жиль де Робьен — министр транспорта, туризма, регионального планирования, мореходства и снаряжения;
- Филипп Дуст-Блази — министр здравоохранения и социальной защиты;
- Мари-Жози Руаг — министр по делам семьи и детства;
- Рено Дютрей — министр Государственной службы и государственных реформ;
- Николь Амелен — министр паритетного и профессионального равенства.

Изменения
- 29 ноября 2004 — Николя Саркози стал президентом Союза народного движения. Таким образом произошла перестановка.
- Эрве Геймар — министр экономики, финансов и промышленности, заменил Николя Саркози).
- Доминик Буссеро — министр сельского хозяйства, продовольствия, рыболовства и сельских дел заменил Эрве Геймара).

25 февраля 2005 — после скандала Эрве Геймар был вынужден подать в отставку.
- Тьерри Бретон — министр экономики, финансов и промышленности.

## Награды
- Большой крест Национального ордена Заслуг (2002)
- Офицер Национального орденка Квебека (2003)
- Большой крест ордена Звезды Румынии (2004)
- Орден Дружбы (18 сентября 2019 года, Китай)